# Margaret Woodwardová
Margaret H. Woodwardová (* 1960) je bývalá příslušnice Letectva Spojených států amerických s hodností generálmajora.
Od března 2007 do ledna 2009 byla velitelkou 89th Airlift Wing a tudíž také zodpovědna za prezidentské letadlo Air Force One.
Od března 2011 do dubna 2012 působila jako velitelka 17. letecké armády (anglicky Seventeenth Air Force) se sídlem na Letecké základně Ramstein v Německu a byla zodpovědná za veškeré americké vzdušné operace týkající se afrického kontinentu. V březnu 2011 tak v rámci vojenské intervence v Libyi velela americkým vzdušným operacím s kódovým názvem „Operation Odyssey Dawn“. Díky tomu se stala historicky první ženou, která velela vzdušné bojové kampani amerického letectva.

## Kariérní postup
| Generálmajor     | 2011 |
| Brigádní generál | 2008 |
| Plukovník        | 2002 |
| Podplukovník     | 1998 |
| Major            | 1994 |
| Kapitán          | 1986 |
| Nadporučík       | 1984 |
| Poručík          | 1982 |